# Linsell
Linsell is een plaats in de Zweedse gemeente Härjedalen in het gelijknamige landschap en de provincie Jämtlands län. De plaats heeft 66 inwoners (2005) en een oppervlakte van 31 hectare. De plaats grenst aan de rivier de Ljusnan en de hoofdplaats van de gemeente Härjedalen Sveg ligt ongeveer tweeëndertig kilometer ten zuidoosten van het dorp.

## Verkeer en vervoer
Bij de plaats loopt de Riksväg 84.